# Девід Сеймур
Девід Сеймур - американський фотограф польського походження. Є одним з п'яти фотографів-творців фотоагентства Magnum Photos.
Одне з визначень суті фотомистецтва мені особисто видається найбільш точним: "Фотографувати - це ставити на одну лінію прицілу голову, очі та серце". Саме так і ставився до своєї творчості фотожурналіст Девід Сеймур.

## Біографія
Народився Давид - так назвали його батьки, у Варшаві, в родині єврейського видавця на прізвище Сцімін. Як і багато його однолітків, освіту здобував у Німеччині, де знаходився до того часу, поки по вулицях не почали марширувати майбутні штурмовики з нацистськими свастиками на рукавах. Але можна було ще безперешкодно сідати в потяги і відправлятися в будь-яку сторону європейського континенту. Для цього молодого єврея, який вміє не тільки дивитися, а й бачити, що дано не кожному, було ясно, що межі Німеччини треба залишати, і чим швидше, тим краще. Він відправився до Франції, ще не визначившись у тому, яку професію обрати, якій справі присвятити життя. Допомогла порада товариша родини - Девіда Раппопорта, який був власником створеного ним же фотоагентства "Rap".
Подібно до того, як майбутня музична знаменитість в щасливу годину торкається до інструменту, з яким потім вже не розлучається до кінця життя, Давид, прислухавшись до рекомендацій тезки, вперше глянув на світ через вічко фотоапарата. Уже перші його фотографії залучили в агентстві увагу несподіваними ракурсами сприйняття дійсності і активною громадянською позицією автора, яку демонструють ненав'язливо, але, разом з тим, дуже дохідливо. Фотографа затвердили в якості позаштатного фотокореспондента, і оскільки роботи його почали з'являтися в періодиці, постало питання про те, як їх підписувати. Тоді Давид придумав і став використовувати псевдонім " Chim "(" Чім "), який фонетично був схожий зі справжнім його прізвищем.
"Сьогодні рівно рік як я приїхав в Париж", - писав він своїй подрузі Еммі в Варшаву в листопаді 1933 року. - Я - репортер, точніше сказати, фоторепортер. Мій репортаж про паризьке метро був нещодавно надрукований в "Paris-Soir". Незабаром я опублікую ще два великих репортажа. Загалом, я задоволений, тому що мені подобається ця робота. Я відчуваю, що рухаюся в потрібному мені напрямку. Але я хочу зробити ще більше. Я спілкуюся з колегами - фотографами, думаючими людьми, які цікавляться тими ж проблемами, що і я. Ми намагаємося створити організацію революційно налаштованих майстрів фотографії ". "Революційно думаючими" автор листа називав двох друзів: Анрі Картьє-Брессона і Андре Фрідмана, який трохи пізніше став широко відомий під ім'ям Роберт Капа. З ними Давид ділив не тільки фотолабораторію, а й шматок хліба. Ім'я користувача, який він ставив під своїми фотографіями - "Чім", швидко закріпився, і вже незабаром ніхто не називав Давида ні по імені, ні по прізвищу, - для всіх він став просто "Чімом".

## Творчий шлях
Популярність фоторепортерові принесли роботи, які відобразили "зсередини" громадянську війну в Іспанії і інші відомі події в Європі, а також - в Північній Африці, що відбувалися в тридцяті роки минулого століття. У 1939-му він висвітлював переїзд через океан іспанських антифашистів в Мексику. Друга Світова війна застала його в Нью-Йорку.
Примітна деталь: в Сполучені Штати фотожурналіст прибув, володіючи сімома мовами, але, не знаючи англійської. Що називається, вік живи - вік учись. У 1942-му з Європи прийшла страшна звістка - про загибель рідних в газових камерах, і Давид - тепер уже Девід Сеймур відчув самотність в повній мірі, бо перш жила надія, що родичі вціліють, і сім'я зможе возз'єднатися, коли фашизму прийде кінець. Правда, живою залишилася одна з сестер, але це не послабило біль непоправних втрат. Отримавши американське громадянство, Сеймур добровільно вступив в армію, щоб особисто брати участь в боротьбі з нацизмом. Правда, його зброєю, при цьому, залишалася фотокамера. Три роки служив він у відділі армійської фоторозвідки, розшифровуючи, зокрема, матеріали зйомок у відомстві Військово-Повітряних Сил і до кінця війни отримав офіцерське звання.
У формі лейтенанта Девід відправився в Париж, щоб відобразити історичні кадри його звільнення від гітлерівських окупантів. У французькій столиці зустрів старих друзів, які пережили війну. Разом вони повернулися до ідеї, реалізувати яку не дозволила Друга Світова. У 1947 році відбулася церемонія відкриття агентства "Магнум Фото". Керівники нової структури поставили перед собою важливі цілі: об'єднання кращих фотографів світу, сприяння фотомитцям в реалізації їх творчих планів, організацію "великих репортажів" з виїздом в "гарячі точки" по всій планеті, зв'язок з найбільшими газетними і журнальними концернами і. т. д. У числі організаторів агентства був і Роберт Капа, який стверджував: "Якщо знімок недостатньо хороший, значить, фотограф знаходиться недостатньо близько". Інший друг Сеймура, Анрі Картьє-Брессон, теж співзасновник "Магнума"  наставляв початківців фоторепортерів: "Думати слід до і після зйомки, а не під час її". Цими та іншими установками, актуальними і сьогодні, керувався і сформувався колектив однодумців.
Треба сказати, що на той час Девід Сеймур відійшов, в силу обставин, що склалися, від фотожурналістики, але як тільки з'явилася можливість знову зайнятися нею, шансу не упустив, і як з'ясувалося, кваліфікації своєї не втратив. Навпаки, придбаний життєвий досвід став основою нових творчих досягнень. Його ілюстрований репортаж про дітей, чиї долі понівечила війна, отримав широкий відгук. Найзнаменитіша фотографія цього циклу - дівчинка-сирота, що стоїть біля шкільної дошки і намагається намалювати свій будинок, в який їй вже не судилося повернутися. Звичайно, знімав Сеймур не тільки дітей. Серед його робіт можна побачити портрети таких знаменитостей, як Софі Лорен, Кірк Дуглас, Інгрід Бергман. Можна назвати також, визнані видатними, фотоесе - жанрові посвяти Бернард Беренсон і Артуро Тосканіні.
Але доля знедолених юних сиріт турбувала його в першу чергу. Позначилися і благородство душі, і та обставина, що ні сім'ї, ні дітей у Девіда, так вже склалося його життя, не було. Війна в творчості фотожурналіста представляється, як злочин проти дітей, яким немає виправдання. Він показував жахи масової бійні через обличчя дітей, фотографуючи втрачених, поранених, покалічених, осиротілих дітлахів, їх виснажені тіла і згаслі душі. Він всиновлював діточок, посилав, кому тільки міг, гроші і подарунки. Когось із них влаштував на проживання в будинку своїх друзів. І, напевно, тому ніхто інший не був таким шановним в середовищі міжнародних фотожурналістів, як Сеймур. Серію репортажів "Діти Європи" про безпритульних хлопців, які втратили рідних у роки війни, "Чім" відзняв на замовлення ЮНЕСКО. Його фотографії склали експозицію виставки в Художньому інституті Чикаго, потім побували в інших країнах, а пізніше були опубліковані окремою вражаючою фотокнигою.
Варто додати: цікавило Девіда Сеймура не тільки сьогодення, але також минуле і майбутнє. Його роздуми про минуле і про майбутнє яскраво виявилися в циклі робіт, що з'явилися підсумком творчого відрядження до Греції. Стародавні руни Еллади мали  спонукати до глибоких роздумів про причини загибелі великих цивілізацій і тому, що чекає людство через століття.
Робота фоторепортерів небезпечна. Особливо там, де йде війна. У 1954-му загинув, підірвавшись на міні в Індокитаї, Роберт Капа, який президенствував  в агентстві "Магнум фото". Керівництво "Магнумом" після його смерті прийняв на себе Девід Сеймур. Але і за ним смерть йшла по п'ятах. У 1956 році він прибув на Близький Схід, причому не вперше. Свого часу, в 48-м, він зафіксував своїм фотооб'єктивом історичний факт народження Держави Ізраїль і присвятив єврейській батьківщині серію чудових композицій. А на цей раз темою відрядження стла Суецька криза. Якщо точніше, то агентству замовлені були фотокадри про обмін полоненими після укладення сторонами перемир'я, тобто - про акцію, що здійснюється до підписання договору про мир. 10 листопада 1956 року транспортний засіб, в якому Сеймур перебував разом з французьким колегою Жаном Роєм, було прошито автоматною чергою. Зброю пустив в хід єгипетський військовослужбовець з патрульної машини. Замість однієї фотографії, яка висловила б надію на мирне майбутнє, з'явилися два портрети - в траурній рамці. Заклик "Не стріляйте в журналістів!" Не був почутий. А ось постріли пролунали над пісками Синаю голосно.
"Чім" показував людям потворні сторони світу, але робив це з вірою в добро, яке сильніше зла. Його творчу спадщинау можна вважати доказом того, що світ, врятований красою, може існувати.